# (4329) Miró
(4329) 19822 ist ein Hauptgürtelasteroid, der am 22. September 1982 von Laurence G. Taff vom Lincoln Laboratory’s Experimental Test Site aus entdeckt wurde.
Der Asteroid wurde am 17. November 2013 nach dem spanischen Maler Joan Miró benannt.